# Paliperydon
Paliperydon, paliperidon – wielofunkcyjny organiczny związek chemiczny, hydroksylowa pochodna rysperydonu (którego jest aktywnym metabolitem).
Stosuje się go jako lek przeciwpsychotyczny drugiej generacji w leczeniu schizofrenii, choroby afektywnej dwubiegunowej i zaburzenia schizoafektywnego. Opracowano też iniekcje o przedłużonym uwalnianiu, zawierające palmitynian paliperydonu. Preparaty te mogą być podawane 1 raz w miesiącu lub 1 raz na 3 miesiące (preparat Trevicta).
Paliperydon jest antagonistą dopaminy i serotoniny, działając głównie na receptory dopaminergiczne D2 i serotoninergiczne 5HT2A, 5HT7. Ma też własności antagonistyczne w stosunku do receptorów adrenergicznych α1 i α2. Nie ma powinowactwa do receptorów muskarynowych, w związku z czym nie wywiera istotnego klinicznie działania antycholinergicznego.

## Preparaty
- tabletki o przedłużonym uwalnianiu: Invega (Janssen Pharmaceutica(inne języki))[2]
- zawiesina do wstrzykiwań o przedłużonym uwalnianiu, zawiera paliperydon w postaci palmitynianu: Trevicta[1] i Xeplion[3] (oba Janssen Pharmaceutica)